# 리훙즈
이홍지(李洪志, 1951년 5월 13일 중화인민공화국 길림성 사평시 궁주링시 ~ )는 법륜대법 수련 지도자다. 법륜공을 창시하였으며, 1996년에 중국에서 미국으로 영주하면서 법륜대법을 해외로 전파
하였다.
1992년 중국 장춘에서 처음으로 법륜대법(法輪大法)을 전수한 이래 중국 각지를 순회하면서 수십 차례에 걸쳐 학습반을 열고 전수하였으며, 짧은 시간에 중국 전역으로 퍼져 나가 7년 만인 1999년에는 수련자 수가 1억 명을 넘어 서게 되었다. 이렇게 되자 중국공산당 당국은 법륜공에 대한 수련을 금지하고 탄압정책을 실시했다. 1995년부터 오스트레일리아, 스위스, 캐나다, 미국 등 수많은 나라에서 강연을 하였다.

## 같이 보기
- 파룬궁